# Телиг
Телиг (њем. Tellig) општина је у њемачкој савезној држави Рајна-Палатинат. Једно је од 92 општинска средишта округа Кохем-Цел. Према процјени из 2010. у општини је живјело 275 становника. Посједује регионалну шифру (AGS) 7135081.

## Географски и демографски подаци
Телиг се налази у савезној држави Рајна-Палатинат у округу Кохем-Цел. Општина се налази на надморској висини од 445 метара. Површина општине износи 1,2 km². У самом мјесту је, према процјени из 2010. године, живјело 275 становника. Просјечна густина становништва износи 227 становника/km².